# پیئریسیدین آ
پیئریسیدین آ (به انگلیسی: Piericidin A) با فرمول شیمیایی C25H37NO4 یک ترکیب شیمیایی با شناسه پاب‌کم 6437838 است. که جرم مولی آن ۴۱۵٫۵۶۶ گرم بر مول می‌باشد.